# 打破第四面牆 (汪達幻視)
〈打破第四面牆〉（英語：Breaking the Fourth Wall）是美國超級英雄類型的迷你網路影集《汪達幻視》的第七集，本集由卡麥隆·史奎爾（Cameron Squires）編劇，麥特·夏克曼執導，於2021年2月19日在Disney+首播。本集为漫威電影宇宙的系列作品之一，與漫威電影宇宙系列電影處於同一架空世界和共同世界。伊莉莎白·歐森和保羅·貝特尼繼續分別飾演在漫威電影宇宙系列電影中的角色汪達·麥西莫夫和幻視，主演還包括泰娜·帕麗斯、伊凡·彼得斯、藍道爾·朴、黛布拉·喬·拉普、凱特·丹寧絲和凱薩琳·哈恩。本集講述汪達決定為自己留出一天的「私人專屬時間」，幻視與黛絲·路易斯結伴同行，從小鎮邊緣前往幻視的家中，莫妮卡·藍博再次進入六邊形能量場。

## 劇情
2000年代後期，汪達·麥西莫夫決定單獨一人渡過一天。艾格妮絲將湯米和比利帶至她的家中照顧。幻視在西景鎮的邊緣醒來，發現天劍局的特工成為了馬戲團中的演員。他見到黛絲·路易斯被人用鐵鏈鎖在車邊，於是使用超能力釋放了她並使她擺脫精神控制。兩人駕駛一輛大巴士逃出馬戲團。黛絲在途中向幻視講述他的死亡經過以及與當前局勢相關的真實事件。汪達發覺自己開始無法控制房間內不斷變化的物體。
在小鎮外，莫妮卡·藍博和吉米·吳與天劍局的古納少校會面，她是莫妮卡的母親瑪莉亞·藍博生前的親信。他們帶來一輛特種車。莫妮卡駕駛車輛未能穿過能量場，隨後她徒步進入六邊形能量場內。她的視覺因此增強，能夠識別到物體周圍的電磁波譜。莫妮卡勸阻汪達不要再繼續下去，以免成為泰勒·海沃德口中的「反派」，汪達未能將莫妮卡再次逐出能量場。艾格妮絲出面勸解她們，請莫妮卡離開，將汪達帶至自己家中。
汪達進入艾格妮絲家中的地下室尋找湯米和比利，發現這是一間風格奇異的密室。艾格妮絲來到密室，自稱為阿嘉莎·哈克尼斯，向汪達透露自己也是一位能夠操縱魔法的女巫。她此前施展魔法，將「皮特洛」送至汪達的家門前，還殺死了小狗「小火花」。
在片尾彩蛋中，莫妮卡發現阿嘉莎的密室並被「皮特洛」撞見。
情景喜劇《汪達幻視》的中場廣告為「納瑟斯抗抑鬱藥」。

## 製作

### 開發
2018年10月，漫威影業確定開發以漫威電影宇宙系列電影中的角色「緋紅女巫」汪達·麥西莫夫和幻視為主角的迷你網路影集，伊莉莎白·歐森和保羅·貝特尼回歸分別領銜出演汪達和幻視。2019年8月，麥特·夏克曼確認執導《汪達幻視》。夏克曼、首席編劇潔克·薛佛、凱文·費吉與漫威影業的路易斯·德·埃斯波西托（Louis D'Esposito）以及維多莉亞·阿隆索共同擔當執行製片人:50。凱文·費吉表示影集兼具「經典的情景喜劇」和「漫威史詩」的特色，向多個年代和多種類型的美國電視節目致敬。本集標題為「打破第四面牆」（Breaking the Fourth Wall），由卡麥隆·史奎爾（Cameron Squires）編劇，情景喜劇《汪達幻視》中的場景設定於21世紀00年代後期。

### 劇本
首席編劇潔克·薛佛稱，影集除了向過去的電視節目致敬之外，還將「嘗試開拓新領域」。主演保羅·貝特尼稱《汪達幻視》向多個年代和多種類型的美國電視節目致敬。本集的主題拍攝風格向《摩登家庭》致敬，片頭設計參照《幸福结局》和《我們的辦公室》。本集還包括一個片尾彩蛋，這是在《汪達幻視》影集中首次出現。
凱文·費吉透露本集中插播的虛構中場廣告「為揭示影集的真實故事提供線索」。廣告中「納瑟斯」抗抑鬱藥的宣傳標語為「因為世界不會圍著你轉，不是嗎？」的馬特·珀斯洛（Matt Purslow）認為這則廣告暗示汪達的情緒從憤懣悲傷陷入沮喪。《娛樂週刊》的克里斯蒂安·霍魯布（Christian Holub）將廣告中的藥物品牌名「納瑟斯」（Nexus）與漫威漫畫中的「所有現實的連結」（Nexus of All Realities）概念聯繫起來，它是通往各個維度現實的入口。的菲爾·歐文（Phil Owen）同樣認為該廣告品牌與所有現實的連結存在內在聯繫，暗指漫威漫畫中汪達的「連結生命」（Nexus Being）身份。連結生命是所有現實連結的個體展現，能夠重寫現實，同時是宇宙的焦點。他表示影集中的汪達比電影中擁有更強大的超能力，更接近於漫威版本。

### 選角

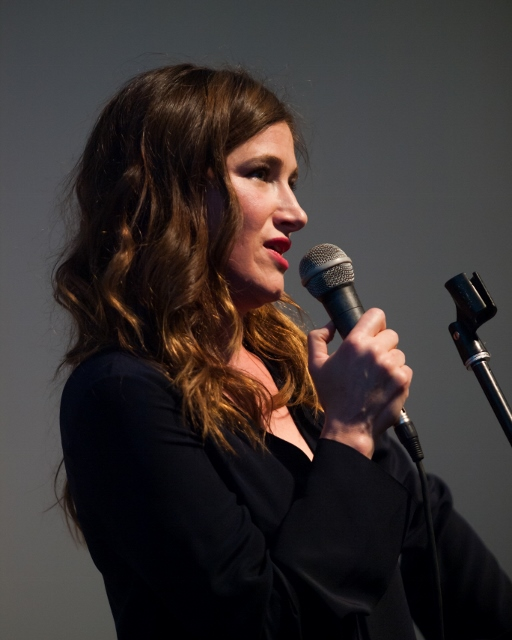
本集揭示凱薩琳·哈恩飾演的角色艾格妮絲的真實身份為女巫阿嘉莎·哈克尼斯

本集的主要角色包括伊莉莎白·歐森飾演的汪達·麥西莫夫、保羅·貝特尼飾演的幻視、泰娜·帕麗斯飾演的莫妮卡·藍博、伊凡·彼得斯飾演的「皮特洛·麥西莫夫」、藍道爾·朴飾演的吉米·吳、黛布拉·喬·拉普飾演的哈特夫人、凱特·丹寧絲飾演的黛絲·路易斯和凱薩琳·哈恩飾演的「艾格妮絲」／阿嘉莎·哈克尼斯:31:21–31:39。
汪達和幻視的雙胞胎兒子出現於本集之中，朱利安·希利亞德（Julian Hilliard）和傑特·克萊恩（Jett Klyne）分別飾演比利（Billy）和湯米。喬許·斯塔姆博格出演天劍局代理局長泰勒·海沃德，艾瑪·考爾菲德飾演多蒂·瓊斯（Dottie Jones），茱蓮妮·普迪飾演貝芙（Beverly），大衛·佩頓（David Payton）飾演阿荷（Herb），大衛·倫格爾（David Lengel）飾演菲爾·瓊斯（Phil Jones），阿西夫·阿里（Asif Ali）飾演諾姆（Norm），艾倫·赫克納（Alan Heckner）飾演蒙蒂特工／馬戲團中的強壯男人（Agent Monti / the Strongman），瑞秋·湯普森（Rachael Thompson）飾演古納少校（Major Goodner），莎麗娜·安杜茲（Selena Anduze）飾演羅德里格斯特工（Agent Rodriguez），阿莫斯·格里克（Amos Glick）飾演快遞員丹尼斯（Dennis）。伊塔馬爾·恩里克斯（Ithamar Enriquez）、衛斯理·基墨（Wesley Kimmel）、辛德妮·湯瑪斯（Sydney Thomas）和維多利亞·布萊德（Victoria Blade）出演中場廣告:32:49。
此外，2019年電影《驚奇隊長》中四名角色的對話作為畫外音出現於莫妮卡進入能量場的片段之中，包括阿麗卡·阿卡巴（Akira Akbar）飾演的幼年莫妮卡·藍博、拉沙娜·林奇飾演的瑪莉亞·藍博、布麗·拉森飾演的「驚奇隊長」卡蘿·丹佛斯以及山繆·傑克森飾演的尼克·福瑞。

### 拍攝
本集在佐治亞州亞特蘭大的松林製片廠拍攝，麥特·夏克曼擔當導演，傑斯·霍爾擔當攝影指導。製作組還在亞特蘭大都會區取景拍攝。因應2019冠狀病毒病疫情，劇組在洛杉磯重啟補拍作業:50。傑斯·霍爾在涵蓋7個年代的拍攝過程中，共使用47種不同的相機鏡頭，其中許多是定制的鏡頭，用以還原相應的時代特征。在拍攝21世紀的場景中，燈光設備採用LED燈:6。本集在拍攝時融合多種情景喜劇的表現手法，包括「面對鏡頭獨白、晃動鏡頭以及仿紀錄片」等常見技巧。

### 特效
後期特效製作公司包括、光影魔幻工業、和怪物外星人機器人喪屍（Monsters Aliens Robots Zombies）:34:02–34:19。

## 音樂
克里斯托弗·貝克為影集作曲，勞勃·羅培茲和克莉絲汀·安德森-羅培茲為影集創作主題曲。勞勃·羅培茲和克莉絲汀·安德森-羅培茲為本集中的情景喜劇《汪達幻視》創作的主題曲名為，由數學俱樂部（The Math Club）演奏，音樂風格類似於《我們的辦公室》的主題曲。
勞勃·羅培茲和克莉絲汀·安德森-羅培茲還創作了另一個主題曲〈阿嘉莎女巫之歌〉。本集播出之後，該主題曲引發大量觀眾的興趣，創造出多種混音、迷因以及版本。影評人稱該曲「朗朗上口」，兼具「有趣」的歌詞。
本集音樂原聲帶於2021年2月23日由漫威音樂和好萊塢唱片聯合發行。稱，由於〈阿嘉莎女巫之歌〉在網路流行，原聲帶的發行日期由原定的2月26日提前釋出。原聲帶發行之後，〈阿嘉莎女巫之歌〉在美國「人氣原聲帶歌曲排行榜」上位列第一。
| 曲序     | 曲目                 | 时长  |
| -------- | -------------------- | ----- |
| 1.       | （）                 | 0:34  |
| 2.       | Agatha All Along（） | 1:02  |
| 3.       |                      | 0:54  |
| 4.       |                      | 1:00  |
| 5.       |                      | 1:49  |
| 6.       |                      | 0:27  |
| 7.       |                      | 0:44  |
| 8.       |                      | 1:13  |
| 9.       |                      | 2:47  |
| 10.      |                      | 2:01  |
| 11.      |                      | 0:54  |
| 12.      |                      | 2:38  |
| 13.      |                      | 2:30  |
| 总时长： | 总时长：             | 18:43 |

## 市場營銷
2020年12月初，漫威陸續公佈分別以20世紀50年代至21世紀初為主題的6幅海報，其中元素的變化展現時間流逝以及劇情進展。

## 發行
〈打破第四面牆〉於2021年2月19日在Disney+首播。本集於太平洋標準時間2月19日午夜零點上線之後，由於大量訂閱者湧入，美國、加拿大和英國的串流媒體平台Disney+因技術性問題導致時長10分鐘左右的宕機。

## 迴響
〈打破第四面牆〉得到整體好評。根据評論匯總网站爛番茄汇总的23篇评论文章，87%的评论家给予该作正面评价，平均打分为7.6分（满分10分）。

## 備註
1. ↑  〈打破第四面牆〉的音樂原聲帶中將該曲命名為[33]，而在本集片尾演職員表中，該曲名為[20]:34:28[32]。

## 資料來源
1. ↑  Kroll, Justin. . Variety. 2018-09-18  [2018-09-18]. （原始内容存档于2018-09-19） （美国英语）.
2. ↑  Sciretta, Peter. . /Film. 2018-10-30  [2018-11-01]. （原始内容存档于2018-10-31） （美国英语）.
3. 1 2  Fischer, Jacob. . Discussing Film. 2019-08-21  [2019-08-24]. （原始内容存档于2019-08-24） （美国英语）.
4. ↑  Reinstein, Mara. . Emmy. 2020-12-16  [2020-12-19]. （原始内容存档于2020-12-20） （美国英语）.
5. ↑  Kit, Borys. . The Hollywood Reporter. 2019-01-09  [2019-01-10]. （原始内容存档于2019-01-10） （美国英语）.
6. ↑  Dinh, Christine. . Marvel.com. 2019-11-13  [2019-11-14]. （原始内容存档于2019-11-14） （美国英语）.
7. 1 2  Reinstein, Mara. . Emmy. Vol. XLII no. 12. 2020: 42–50  [2021-02-19]. （原始内容存档于2020-12-20） （美国英语）.
8. ↑  Couch, Aaron. . The Hollywood Reporter. 2019-08-23  [2019-08-23]. （原始内容存档于2019-08-23） （美国英语）.
9. 1 2 3  Radish, Christina. . Collider. 2020-11-25  [2020-12-12]. （原始内容存档于2020-12-07） （美国英语）.
10. 1 2  Sepinwall, Alan. . Rolling Stone. 2021-02-19  [2021-02-19]. （原始内容存档于2021-02-19） （美国英语）.
11. ↑  Ellard, Andrew. . The Guardian. 2021-02-19  [2021-02-19]. （原始内容存档于2021-02-19） （美国英语）.
12. ↑  Coggan, Devan. . Entertainment Weekly. 2020-11-10  [2020-11-10]. （原始内容存档于2020-11-10） （美国英语）.
13. 1 2 3  Agard, Chancellor. . Entertainment Weekly. 2021-02-19  [2021-02-19]. （原始内容存档于2021-02-19） （美国英语）.
14. ↑  Knight, Rosie. . Den of Geek. 2021-02-19  [2021-02-19]. （原始内容存档于2021-02-19） （美国英语）.
15. ↑  Radish, Christina. . Collider. 2021-01-11  [2021-01-11]. （原始内容存档于2021-01-12） （美国英语）.
16. ↑  Riesman, Abraham. . Vulture. 2021-02-19  [2021-02-19]. （原始内容存档于2021-02-19） （美国英语）.
17. ↑  Purslow, Matt. . IGN. 2021-02-19  [2021-02-19]. （原始内容存档于2021-02-19） （美国英语）.
18. ↑  Owen, Phil. . TheWrap. 2021-02-20  [2021-02-20]. （原始内容存档于2021-02-19） （美国英语）.
19. 1 2  Robinson, Stephen. . The A.V. Club. 2021-02-19  [2021-02-19]. （原始内容存档于2021-02-19） （美国英语）.
20. 1 2 3 4  Squires, Cameron. . . 第1季. 第7集. 2021-02-19  [2021-02-20]. Disney+. （原始内容存档于2021-02-19） （美国英语）.片尾演職員表於30:03開始。
21. ↑  Mitovich, Matt Webb. . TVLine. 2021-02-19  [2021-02-19]. （原始内容存档于2021-02-19） （美国英语）.
22. ↑  Keane, Sean. . CNET. 2021-02-19  [2021-02-19]. （原始内容存档于2021-02-19） （美国英语）.
23. ↑  Barnhardt, Adam. . ComicBook.com. 2019-09-09  [2019-10-21]. （原始内容存档于2019-09-20） （美国英语）.
24. ↑  Walljasper, Matt. . Atlanta. 2019-12-30  [2020-04-03]. （原始内容存档于2020-03-02） （美国英语）.
25. ↑  Walljasper, Matt. . Atlanta. 2020-02-29  [2020-03-02]. （原始内容存档于2020-03-02） （美国英语）.
26. ↑  Davids, Brian. . The Hollywood Reporter. 2021-01-15  [2021-01-15]. （原始内容存档于2021-01-15） （美国英语）.
27. ↑   (PDF). Marvel Studios.   [2021-01-11]. （原始内容存档 (PDF)于2021-01-08） （美国英语）.
28. ↑  Travis, Ben. . Empire. 2020-11-23  [2020-11-23]. （原始内容存档于2020-11-23） （美国英语）.
29. ↑  Frei, Vincent. . Art of VFX. 2021-01-05  [2021-01-15]. （原始内容存档于2021-01-13） （美国英语）.
30. ↑  Workman, Robert. . SuperheroHype!. 2020-01-21  [2020-01-21]. （原始内容存档于2020-01-22） （美国英语）.
31. ↑  Taylor, Drew. . Collider. 2021-01-04  [2021-01-04]. （原始内容存档于2021-01-04） （美国英语）.
32. 1 2 3  Paige, Rachel. . Marvel.com. 2021-02-22  [2021-02-22]. （原始内容存档于2021-02-23） （美国英语）.
33. 1 2 3  . Film Music Reporter. 2021-02-22  [2021-02-23]. （原始内容存档于2021-02-23） （美国英语）.
34. ↑  Barnhardt, Adam. . ComicBook.com. 2021-02-19  [2021-02-22]. （原始内容存档于2021-02-20） （美国英语）.
35. ↑  Zalben, Alex. . Decider. 2021-02-22  [2021-02-22]. （原始内容存档于2021-02-23） （美国英语）.
36. 1 2  Gomez, Patrick. . The A.V. Club. 2021-02-22  [2021-02-22]. （原始内容存档于2021-02-23） （美国英语）.
37. 1 2 3  Romain, Lindsey. . Nerdist. 2021-02-22  [2021-02-22]. （原始内容存档于2021-02-23） （美国英语）.
38. 1 2  Gartenberg, Chaim. . The Verge. 2021-02-23  [2021-02-23]. （原始内容存档于2021-02-23） （美国英语）.
39. ↑  Bui, Hoai-Tran. . /Film. 2021-02-22  [2021-02-22]. （原始内容存档于2021-02-23） （美国英语）.
40. ↑  Lawrence, Gregory. . Collider. 2021-02-22  [2021-02-22]. （原始内容存档于2021-02-23） （美国英语）.
41. ↑  Perry, Spencer. . ComicBook.com. 2021-02-23  [2021-02-23]. （原始内容存档于2021-02-23） （美国英语）.
42. ↑  Pulliam-Moore, Charles. . io9. 2020-12-09  [2020-12-10]. （原始内容存档于2020-12-10） （美国英语）.
43. 1 2  Kanter, Jake. . Deadline Hollywood. 2021-02-19  [2021-02-19]. （原始内容存档于2021-02-19） （美国英语）.
44. ↑  張, 大仁. . 世界新聞網. 2021-02-20  [2021-02-22]. （原始内容存档于2021-04-23） （中文）.
45. ↑  . Rotten Tomatoes. Fandango Media.   [2021-09-01].

## 外部連結
- 互联网电影数据库上打破第四面牆的资料（英文）